# Llibre dels àngels

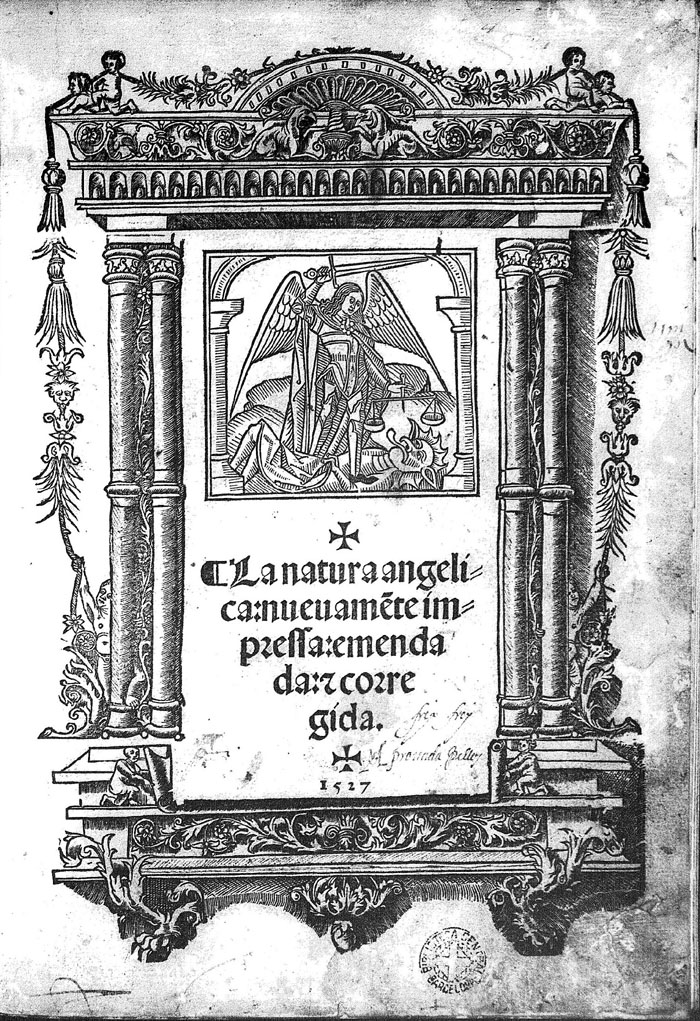
Deckblatt der spanischen Übersetzung vom Llibre dels Àngels (Buch der Engel), das in Alcalá de Henares 1527 von Miguel de Eguía gedruckt wurde

Das Llibre dels àngels (Buch der Engel) ist ein literarisches Werk, das Francesc Eiximenis 1392 in Valencia auf Katalanisch verfasste. Es wurde Pere d’Artés gewidmet, einem Schatzkanzler der Krone von Aragonien und vertrautem Freund von Eiximenis. Das Buch enthält zweihunderteins Abschnitte und besteht aus fünf Aufsätzen.

## Allgemeines
Das Buch gilt als vollständiges Traktat über Angelologie und enthält eine Reihe politischer Überlegungen. Es gilt als erfolgreichstes Buch von Eiximenis, das vielfach übersetzt wurde: in Latein (vielleicht das einzige Buch Eiximenis’, das in diese Sprache übersetzt wurde), Spanisch, Französisch, und Flämisch (vielleicht das einzige mittelalterliche katalanische in diese Sprache übersetzte Buch).
Außerdem mit einer französischen Inkunabelauflage das erste gedruckte Buch der schweizerischen Stadt Genf. Man vermutet, dass der Huitè (achter Band) von Eiximenis’ enzyklopädischem Projekt Lo Crestià sich mit diesem Thema befassen sollte. Es hätte sich mit der Ordnung und Hierarchie der Lebewesen nach der mittelalterlichen Mentalität befasst. Eiximenis berücksichtigt die Engel als eine Schicht dieser Hierarchie nach der mittelalterlichen Theologie nach Petrus Lombardus in seinen vier Bücher von Sentenzen Quattuor libri sententiarum, deren zweites Buch die Engel thematisiert. Eiximenis bestätigt das im 43. Abschnitt des Segon del Crestià (Zweiter Band von Lo Crestià).

## Einfluss auf die Stadt und das Königreich Valencia
Das Buch übte entscheidenden Einfluss aus auf die Verbreitung der Engelverehrung in der Stadt Valencia und im Königreich Valencia. Zur Entstehungszeit des Llibre dels àngels (1392) beschloss der Consell General de València (Rat von Valencia und Regierung der mittelalterlichen Stadt) am 9. August, die Sala del Consell (Ratshalle) mit Figuren (u. a. der Schutzengel) zu dekorieren. Diese Form der Verehrung entwickelte sich in den folgenden Jahren weiter. Im Jahr 1411 wurde ein erster Gottesdienst für den Schutzengel von Valencia gefeiert, was Breviere aus dieser Zeit bestätigen. 1446 begann die jährliche Tradition eines Schutzengelfestes in der Kathedrale von Valencia nach einem bestimmten Ritual.

## Digitale Auflagen
Manuskripte
- Auflage auf der Biblioteca Virtual Joan Lluís Vives (virtuelle Bibliothek Joan Lluís Vives) des Manuskripts 86 von den Reservebüchern der Universität Barcelona. (katalanisch)

Inkunabeln
- Auflage auf der Memòria Digital de Catalunya (digitale Erinnerung von Katalonien) der Inkunabelauflage von dem deutschen Drucker Joan Rosembach  (Barcelona, 21. Juni 1494). (katalanisch)
- Auflage auf der Biblioteca Digital Hispánica (hispanische digitale Bibliothek) der Inkunabelauflage der spanischen Übersetzung, die von dem schweizerischen Drucker Fadrique de Basilea (Friedrich von Basel auf Deutsch) gedruckt wurde (Burgos, 15. Oktober 1490). (spanisch)
- Auflage auf der Gallica (digitalisierte Dokumente und Bücher der Bibliothèque nationale de France) der Inkunabelauflage der französischen Übersetzung, die in Genf vom Adam Steinschaber am 24. März 1478 veröffentlicht wurde. (französisch)
- Auflage auf der digitale Bibliothek der Universität Lüttich der Inkunabelauflage der französischen Übersetzung, die in Lyon von Guillaume Le Roy am 20. Mai 1486 veröffentlicht wurde. (französisch)

Alte Auflagen
- Auflage auf der Biblioteca Virtual Joan Lluís Vives (virtuelle Bibliothek Joan Lluís Vives) der spanischen Übersetzung, die von Miguel de Eguía gedruckt wurde (Alcalá de Henares, 28. Januar 1527). (spanisch)

Moderne Auflagen
- De Sant Miquel arcàngel, Auflage des fünften Aufsatzes von dem Llibre dels Àngels. Einführung, Auflage und Anhänge von Curt Wittlin (Barcelona. Curial Edicions Catalanes. 1983. 177 pp). (katalanisch)
- Edició crítica del 'Libre dels àngels' (1392) de Francesc Eiximenis. Catàleg de mss., índexs d'autors, bíblic i temàtic. Doktorarbeit von Sergi Gascón Urís (Universitat Autònoma de Barcelona. 1992, 931 pp.; Mikrofiche-Ausgabe, UAB 1993). (katalanisch)

Der Llibre dels Àngels digitalisiert
- Gesamte Werke von Francesc Eiximenis (auf Katalanisch und auf Latein).